# Oberhoffen-sur-Moder

Oberhoffen-sur-Moder este o comună în departamentul Bas-Rhin, Franța. În 1 ianuarie 2022 avea o populație de 3.878 de locuitori.